# ناتاشا كاي
ناتاشا كاي (بالإنجليزية: Natasha Kai)‏ (22 مايو 1983 في الولايات المتحدة - ) هي لاعبة كرة قدم أمريكية في مركز الهجوم، شاركت في الألعاب الأولمبية الصيفية 2008. وشاركت مع منتخب الولايات المتحدة تحت 23 سنة للسيدات لكرة القدم ‏ ومنتخب الولايات المتحدة لكرة القدم للسيدات. أما مع النوادي، فقد لعبت مع سكاي بلو وواشنطن سبيريت وPhiladelphia Independence ‏.

## وصلات خارجية
- ناتاشا كاي على موقع الاتحاد الدولي (مؤرشف)  (الإنجليزية)
- ناتاشا كاي على موقع قاعدة بيانات كرة القدم.إي يو (الإنجليزية)
- ناتاشا كاي على موقع Soccerway.com (الإنجليزية)
- ناتاشا كاي على موقع أوليمبيديا (الإنجليزية)
- ناتاشا كاي على موقع اللجنة الأولمبية والبارالمبية الأمريكية (الإنجليزية)
- ناتاشا كاي على موقع قاعة هاواي للمشاهير الرياضية (مؤرشف) (الإنجليزية)